# Friedrich Wilhelm Haardt
Friedrich Wilhelm Haardt (17. července 1816 Remscheid – 5. června 1902 Vídeň) byl rakouský podnikatel a politik německé národnosti z Dolních Rakous, v 2. polovině 19. století poslanec Říšské rady.

## Biografie
Působil jako majitel továrny na kovové zboží ve Vídni. Jeho firma vyráběla nádobí. Od roku 1865 do roku 1901 byl členem vídeňské obchodní a živnostenské komory a v období let 1883–1890 byl jejím viceprezidentem. V letech 1875–1881 zasedal ve vídeňské obecní radě.
V roce 1875 byl zvolen na Dolnorakouský zemský sněm za kurii obchodních a živnostenských komor. Setrval zde do dubna 1877, kdy na mandát rezignoval. Zastupoval liberály (tzv. Ústavní strana).
Působil taky jako poslanec Říšské rady (celostátního parlamentu Předlitavska), kam nastoupil v doplňovacích volbách roku 1880 za kurii obchodních a živnostenských komor v Dolních Rakousích. Slib složil 30. listopadu 1880. Ve volebním období 1879–1885 se uvádí jako Friedrich Wilhelm Haardt, majitel továrny, bytem Vídeň.
Byl mu udělen Řád železné koruny a Řád Františka Josefa. Zastával funkci kurátora obchodního muzea.
Zemřel v červnu 1902 po krátké nemoci. Pohřben měl být na evangelickém hřbitově v Matzleinsdorfu.